# Life Racing Engines
Vous lisez un « article de qualité » labellisé en 2011.
Pour les articles homonymes, voir Life (homonymie).
Life Racing Engines est un atelier semi-artisanal de construction de moteurs de compétition et une éphémère écurie italienne de sport automobile basée à Formigine, près de Modène en Italie et fondée par Ernesto Vita, Franco Rocchi et Gianni Marelli.
En 1989, Ernesto Vita crée l'officine Life Racing Engines puis, après avoir racheté un ancien châssis de l'écurie First Racing de Lamberto Leoni, fonde l'écurie de Formule 1 Life Racing Engines, qu'il engage en championnat du monde en 1990 pour promouvoir son activité de motoriste. La monoplace, dotée d'un moteur inédit Life Racing Engines-Rocchi W12, est confiée au pilote débutant Gary Brabham puis au quasi-retraité Bruno Giacomelli.
L'écurie a tenté, sans succès, de se qualifier à douze Grands Prix de Formule 1 avec son propre moteur W12, puis à deux autres Grands Prix avec un moteur V8 d'origine Judd. À l'issue de la saison 1990 du championnat du monde de Formule 1, l'écurie cesse tout engagement en compétition automobile tandis que l'atelier de construction est définitivement fermé, faute de moyens financiers.

## Création de Life Racing Engines

### Un moteur révolutionnaire à l'origine du projet

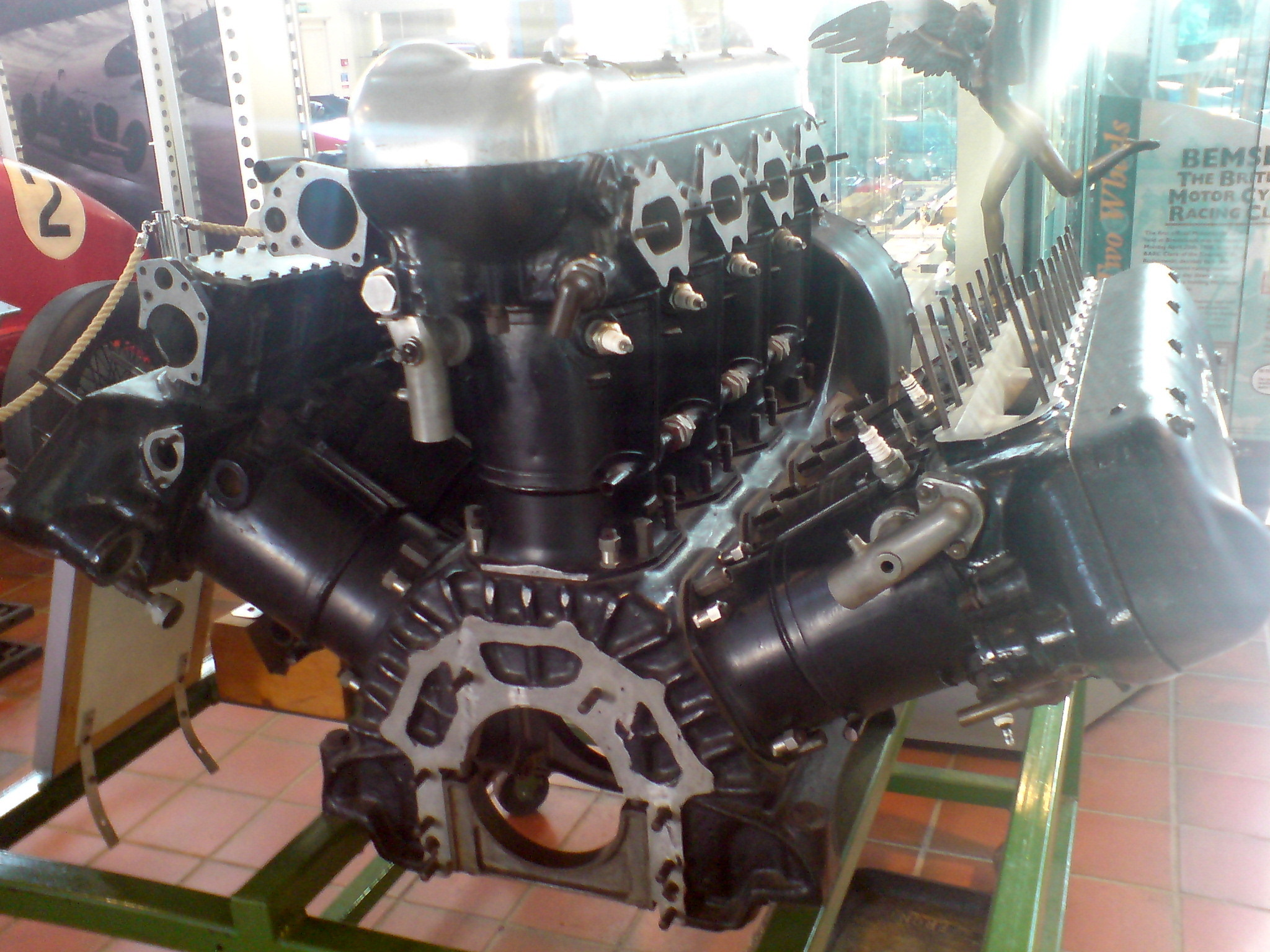
Un exemple de moteur en W.

Ernesto Vita est le fils d'un important industriel italien de la matière plastique dont une des usines est située à Maranello, berceau de l'entreprise Ferrari. Ernesto Vita a, dans les années 1970, couru en Formule Ford et en Formule 3 avant de voir sa carrière interrompue par le veto paternel,. Il noue alors des liens avec plusieurs membres de la Scuderia Ferrari, l'écurie de course automobile du constructeur, et notamment Franco Rocchi, un ingénieur motoriste, ami intime d'Enzo Ferrari, qui a commencé sa carrière au département moteur de Ferrari en 1949.
Chez Ferrari, Franco Rocchi est chargé par le Commendatore, en 1967, de concevoir un moteur en W inédit de 18 cylindres,,. Cette architecture peu conventionnelle permet, avec trois bancs de 6 cylindres disposés en double V accolés, de générer plus de couple qu'un moteur à 12 cylindres en V à cylindrée égale.
Franco Rocchi conçoit un prototype à trois cylindres de 500 cm3 mais abandonne ses recherches car la Commission Sportive Internationale (qui établit les réglementations sportives et techniques et deviendra plus tard la Fédération internationale de l'automobile) interdit tout moteur supérieur à 12 cylindres en Formule 1 afin de limiter les coûts de développement et ce, dès l'annonce des travaux de Rocchi sur un bloc W18,,,,. Il abandonne à regret le moteur en W mais se forge une réputation de motoriste doué : en 1970, associé à Mauro Forghieri, il conçoit le moteur de course Ferrari Tipo B12 001/1 qui permet à Ferrari d'obtenir quatre titres de champion du monde des constructeurs et deux titres de champion des pilotes pour Niki Lauda en 1975 et 1977.
Franco Rocchi quitte Ferrari à l'issue de la saison 1974 pour se consacrer à ses recherches sur les moteurs en W au sein de son bureau d'études Rocchi. En 1986, alors qu'il est à la retraite et se consacre à la peinture en amateur, un événement sportif déclenche son « retour aux affaires ». Lors du Grand Prix de Grande-Bretagne de Formule 1, sur le Circuit de Brands Hatch, un carambolage au départ se produit entre quatre voitures,. Le pilote français Jacques Laffite, après avoir heurté de face le rail de sécurité, est relevé avec de multiples fractures aux jambes et au bassin qui conduisent à sa retraite sportive. À la suite de cet accident, la FIA impose une modification de l'architecture des monoplaces pour améliorer la sécurité des pilotes. Désormais, le pédalier doit être positionné derrière l'axe des roues avant pour protéger les jambes. En conséquence, l'empattement des monoplaces augmente et nuit à leur maniabilité. Immédiatement, Rocchi imagine d'installer un bloc en W à la place d'un classique moteur en V pour limiter l'encombrement et compenser l'augmentation de l'empattement des voitures,.
Franco Rocchi fait part de ses conclusions à Ernesto Vita qui, convaincu, rachète les droits des dessins du moteur et crée la société Life Racing Engines (Vita – vie – se traduit par Life en anglais) destinée à concevoir et commercialiser un moteur de Formule 1 à 12 cylindres en W,. Un argument d'importance finit de le convaincre de se lancer dans l'aventure : à l'issue de la saison 1988, la FIA interdit les moteurs turbocompressés après avoir petit à petit réduit leur efficacité,. Les monoplaces engagées à partir de 1989 devant être propulsées par des moteurs atmosphériques, Rocchi envisage désormais de proposer un moteur de sa conception à une ou plusieurs écuries désireuses de s'engager en championnat du monde et n'ayant pas encore signé de contrat avec un motoriste. Ernesto Vita imagine également pouvoir vendre le moteur à des écuries de Sport-prototypes qui devront, en 1991, utiliser obligatoirement un moteur atmosphérique de 3 500 cm³.

### La naissance du moteur Life-Rocchi W12 F35

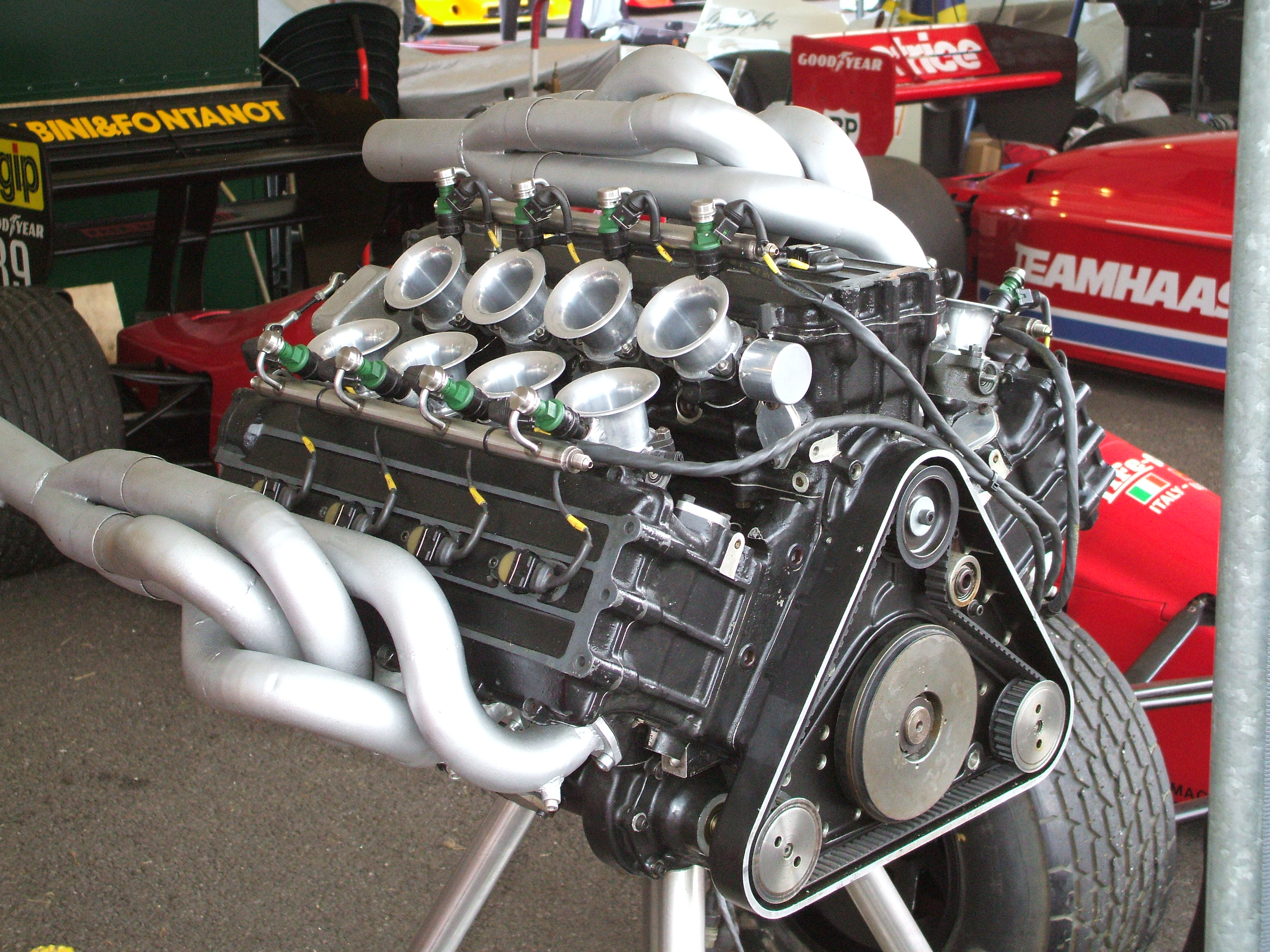
Le moteur Life Racing Engines Life-Rocchi W12 F35.

L'officine Life Racing Engines est créée grâce à l'apport financier d'Ernesto Vita, qui nomme sa femme présidente. Lui-même devient vice-président et directeur général. Franco Rocchi reprend ses travaux sur le moteur en W tués dans l'œuf en 1967. Le moteur est terminé en décembre 1988 et, courant 1989, un premier prototype respectant la nouvelle réglementation en vigueur en Formule 1 est présenté. Le bloc est un 3 493 cm3 à 12 cylindres en W à 60° (trois rangées de quatre cylindres, une disposition inhabituelle permettant de garder un bloc aussi compact qu'un V8) qui développe au banc d'essais 650 chevaux à un régime maximal de 12 500 tours par minute. Le moteur adopte l'injection directe et est doté de cinq soupapes par cylindre et quatre arbres à cames en tête. Son atout principal est sa compacité puisqu'il ne mesure que 530 mm de long, alors qu'un bloc V8 Cosworth mesure 710 mm,. Rocchi annonce également un poids officiel de 140 kg alors qu'un V8 Cosworth pèse environ 155 kg,.
Toutefois, le moteur Rocchi W12 F35 n'est pas le seul à faire son apparition en Formule 1. À la suite du changement de réglementation, Yamaha s'engage en Formule 1 avec le bloc OX 88 à huit cylindres en V à 75°, Lamborghini fait également ses débuts dans la catégorie-reine avec son L 3512, un V12 à 80°, Judd aligne son récent bloc Judd CV à huit cylindres en V à 90° ainsi que son nouveau Judd EV à 8 cylindres en V à 72°, Honda révolutionne la discipline avec le RA 109 E, un moteur V10 à 72°, architecture inédite en Formule 1 également retenue par Renault avec le RS01, un V10 à 65°.
Face à ces grands noms de l'industrie automobile, la modeste entreprise Life-Rocchi peine à promouvoir son bloc moteur révolutionnaire.

### Un moteur invendable
Vingt écuries sont officiellement engagées pour disputer le championnat du monde 1989. Les écuries de pointe construisent leurs propres moteurs (Scuderia Ferrari) ou restent fidèles dans la grande majorité à leur précédent motoriste (Williams avec Renault, McLaren avec Honda). Lotus, lâchée par Honda, signe un accord avec Judd tandis qu'une large partie du plateau (Arrows, Osella, Benetton Formula, Scuderia Italia, Scuderia Minardi, Ligier, Rial Racing et Automobiles Gonfaronnaises Sportives) fait confiance à Ford-Cosworth présent en championnat depuis 1967. Les deux nouveaux motoristes font une entrée modeste, Lamborghini équipant Larrousse, seizième et dernière du championnat du monde en 1989 avec un point inscrit, et Yamaha fournissant Zakspeed, une équipe de fond de grille qui n'a inscrit que deux points en cinq ans de présence en championnat du monde.
Ernesto Vita assure être en contact avec les écuries Coloni, Eurobrun Racing et March Engineering pour un éventuel contrat de fourniture moteur en Formule 1 et déclare que son moteur pourrait également équiper prochainement une supercar de route. Il annonce ainsi : « Plusieurs équipes sont intéressées mais nous devons prouver notre compétence avant toute chose. Une fois ce stade atteint, les demandes viendront toutes seules... »,,.
Finalement, Life ne parvient pas à convaincre une seule écurie d'utiliser son moteur : Eurobrun et March signent avec Judd et Coloni avec Cosworth. Vita et Rocchi ne souhaitent toutefois pas en rester là : comme ils ne peuvent s'engager en tant que motoristes en 1989, ils décident donc de prendre part à la compétition en tant que constructeur dès l'année suivante. S'ils ont un moteur, ils doivent désormais trouver un châssis, que Lamberto Leoni, candidat malheureux à l'accès à la Formule 1 en 1989 avec son écurie First Racing,,, est disposé à leur fournir.

## Création de l'écurie de Formule 1 Life Racing Engines

### Un châssis de Formule 3000 comme base d'un châssis de Formule 1
Après une modeste carrière de pilote de Formule 1,, Lamberto Leoni fonde son écurie de Formule 3000, First Racing, et obtient ses premiers résultats en 1987. En 1988, Pierluigi Martini inscrit vingt-trois points pour le compte du First Racing et, fort de ces résultats honorables, Lamberto Leoni ambitionne de s'engager en Formule 1 en 1989. Il demande à l'ingénieur brésilien Richard Divila, un ancien de chez Fittipaldi Automotive, de concevoir un châssis destiné à être motorisé par un bloc V8 Judd,.
Pour limiter les coûts, le châssis First L189 est développé à partir du châssis March 88B de Formule 3000 qu'engage le First Racing en championnat international. Alors que le châssis est en cours de réalisation, Divila est recruté par l'écurie Ligier et Leoni doit sous-traiter la construction de sa monoplace à un bureau de design et de construction milanais dirigé par Gianni Marelli, un ancien ingénieur de Ferrari et Zakspeed. Le système de suspension est confié à Ralph Bellamy, ancien ingénieur chez McLaren, Fittipaldi et March. La First L189, motorisée par un bloc V8 Judd, fait ses premiers tours de roues à l'occasion du Attilio Bettega Memorial, une course-démonstration qui se tient en marge du salon de l'automobile de Bologne.
Richard Divila découvre alors la monoplace qu'il a commencé à concevoir et est effaré du résultat : la fonderie de la boîte de vitesses et les attaches de suspension sont défectueuses, le châssis en matériaux composites a été trop cuit et la colonne de direction lui semble dangereuse. Il déclare que la voiture n'est rien d'autre, en l'état, qu'un « intéressant pot de fleur. » Divila informe Leoni que la monoplace est une bombe à retardement dangereuse pour les pilotes et entame même une procédure juridique pour que son nom ne soit plus associé à cette réalisation. Les propos sévères de Divila sont confirmés lorsque Leoni présente la monoplace au crash test d'homologation de la FIA : la First L189 ne répond pas aux spécifications et Leoni ne peut pas s'inscrire en championnat du monde. Comme les manufacturiers de pneumatiques Pirelli puis Goodyear refusent tour à tour de lui fournir des enveloppes pour disputer la saison, Leoni, qui n'a donc pas les moyens de reconstruire une monoplace, jette l'éponge et retourne en F3000.
Pour financer sa saison de Formule 3000, Leoni met en vente l'étude de développement de la First L189 et trouve preneur en la personne d'Ernesto Vita qui veut s'engager en Formule 1 au plus tôt,.

### Le châssis Life L190

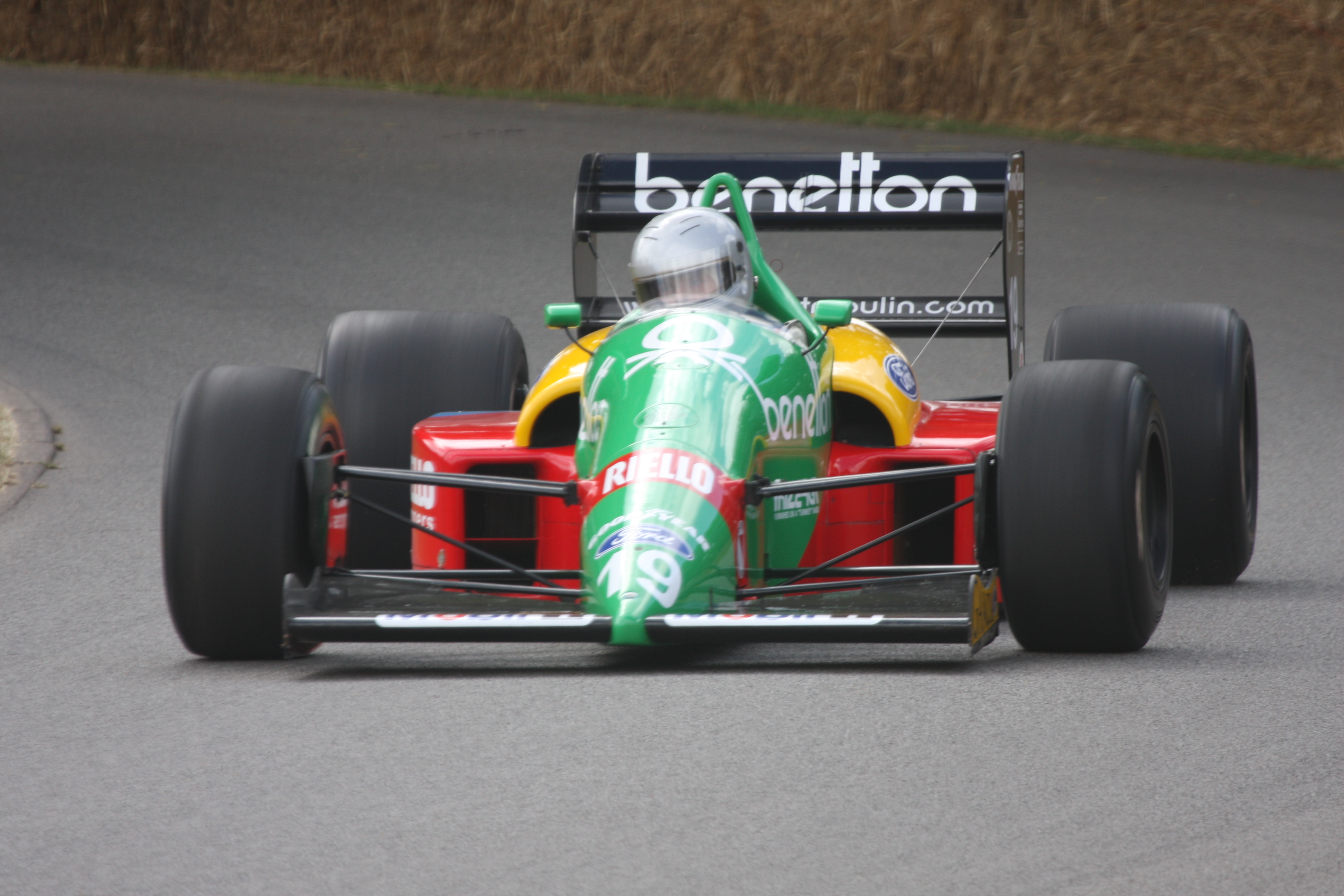
La ligne de la Life L190 est directement inspirée de celle de cette Benetton B188 à coque étroite.

Sous la direction technique de Gianni Marelli, le châssis First L189 est mis aux normes et rebaptisé Life L190. L'accouplement châssis-moteur est réalisé en février 1990, quelques semaines à peine avant le début de la saison. Pour débuter en Grand Prix, Vita se tourne en premier lieu vers Roberto Moreno puis Gianni Morbidelli,.
La Life L190, qui n'est qu'une évolution de la First L189 de 1989, elle-même dérivée d'une March 88B de 1988, dispose d'une coque en carbone et d'un moteur W12 accouplé à une boîte de vitesses longitudinale. La suspension avant est à poussoirs avec des combinés amortisseurs Koni. La suspension arrière est à tirants et les combinés sont installés verticalement le long de la boîte de vitesses. La L190, inspirée des March et Benetton à coque étroite, semble toutefois aussi dangereuse à piloter que sa devancière : elle présente des entrées d'air très réduites de part et d'autre du cockpit, au niveau des épaules du pilote, laissant celui-ci exposé aux chocs.
Les premiers essais sont prévus au Misano World Circuit à Misano Adriatico le 28 janvier, et Richard Divila prévient Ernesto Vita du danger de piloter une telle monoplace à plus de 220 km/h, d'autant plus qu'il considère que la coque en carbone-composite n'est rien de plus que « du papier de soie. » Pour autant, Ernesto Vita déclare :« Je vais faire de l'ombre à Ferrari. »

## Historique sportif

### Recrutement de Gary Brabham
Life Racing Engines est officiellement inscrite au championnat du monde de Formule 1 en 1990. Son principal commanditaire est Agip, une marque du groupe italien Eni S.p.A., société nationale italienne des pétroles,. Au même titre que la prestigieuse Scuderia Ferrari, Life engage une monoplace entièrement de sa conception avec un châssis et moteur produits en interne. Toutefois, alors que le début du championnat se profile, l'écurie hésite entre utiliser son W12 en manque de développement ou un bloc V8 Judd CV, ce qui est en contradiction même avec le but initial de promouvoir son moteur auprès des autres écuries en lice,,.

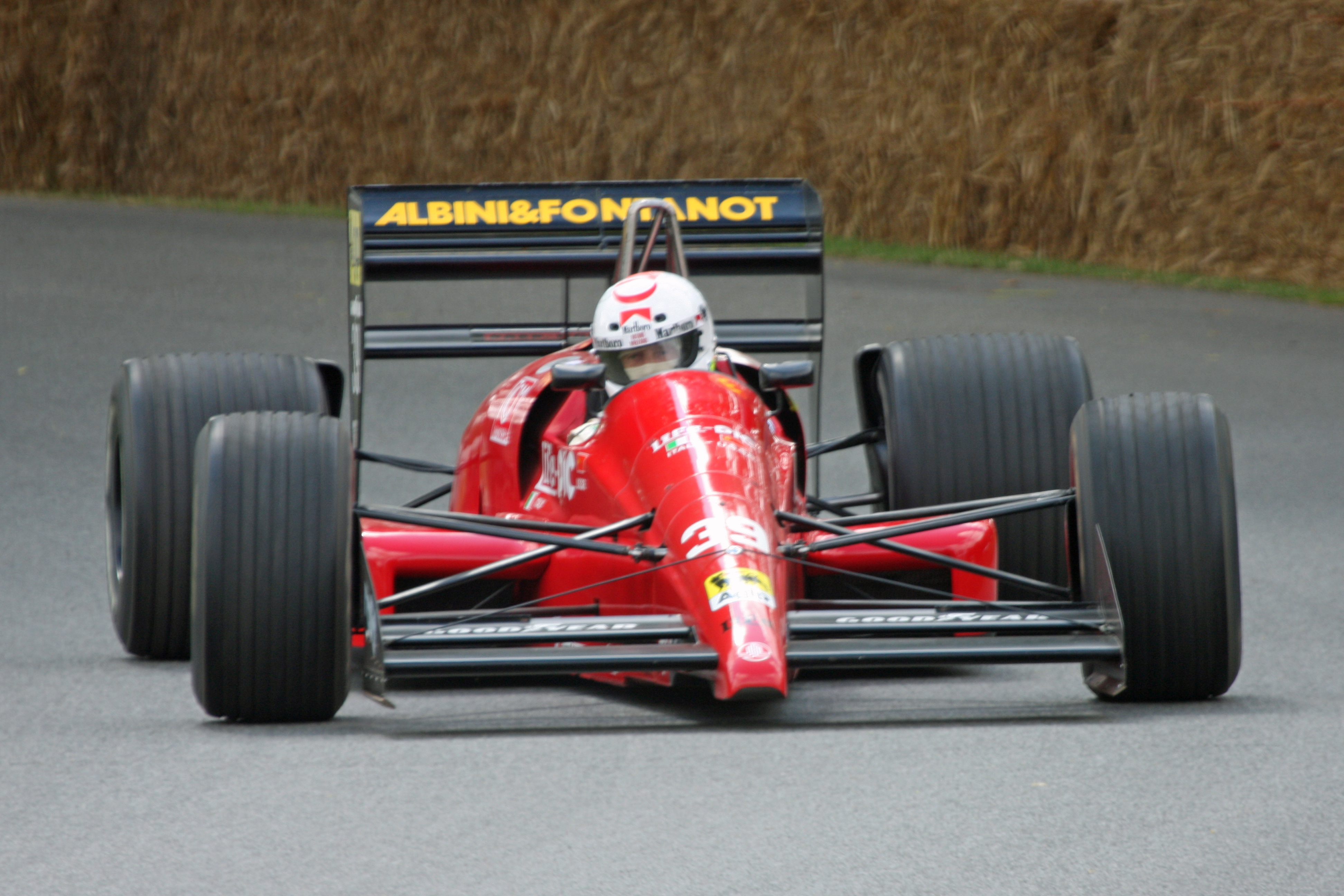
La Life L190 en démonstration à Goodwood.

Aucun des pilotes pressentis initialement n'est finalement retenu. Gabriele Tarquini, choisi au départ par Lamberto Leoni, poursuit sa collaboration avec l'écurie française AGS, Pierluigi Martini prolonge son contrat avec la Scuderia Minardi, Marco Apicella poursuit sa carrière en Formule 3000 tandis que Roberto Moreno a signé chez Eurobrun et que Gianni Morbidelli s'engage avec la Scuderia Italia.
Ernesto Vita, qui avait annoncé avoir lié un contact dès l'année précédente avec Bertrand Gachot, recrute finalement Gary Brabham, le deuxième fils du triple champion du monde Jack Brabham. Gary, qui a commencé sa carrière en Formule Ford puis en Atlantic Championship, a pris part à plusieurs saisons de championnat australien de Formule 3 et remporté le Championnat de Grande-Bretagne de Formule 3000 en 1989. Il a effectué quelques séances de test en Formule 1 chez March et Brabham avant d'être approché par Vita. Le recrutement de Brabham, un pur novice en Formule 1, n'est pas dénué d'arrière-pensée : son père est l'associé de John Judd, le patron de l'entreprise de moteurs Judd et une association Judd-Life pourrait être envisagée. D'autre part, Brabham est titulaire d'une superlicence, sésame obligatoire pour accéder au volant d'une monoplace de Formule 1 en championnat du monde,.
Gary Brabham est le premier surpris de son recrutement par Life : « L'écurie s'est montrée intéressée par mon expérience en tant qu'essayeur pour Benetton et par le fait que je suis titulaire d'une super-licence. J'ai été invité à visiter l'usine et j'espérais signer un contrat de pilote d'essai. Alors que je pensais poursuivre ma carrière en Formule 3000 au Japon, ils me proposent un contrat de titulaire pour deux ans. Plusieurs membres de l'écurie sont des anciens de chez Ferrari, je pense que l'équipe a un futur prometteur,. » Il déclarera plus tard : « J'avais quelques expériences d'essais en Formule 1 notamment avec Benetton et je disposais ainsi de la superlicence indispensable. Ernesto Vita m'a contacté et, lorsque je suis arrivé à Formigine, il m'a carrément proposé un contrat de premier pilote pour une durée de deux ans. Je croyais rêver. J'ai visité l'usine, j'ai vu tourner au banc le moteur Life W12. L'équipe me demanda de venir à Misano le 28 janvier pour une première séance d'essai. Pour moi, c'était comme un rêve qui allait se réaliser. »

### Premiers essais avant l'engagement en championnat du monde
Les premiers essais se déroulent sur le circuit de Vallelunga durant le week-end du 18 février, en présence de Gary Brabham et du pilote italien Franco Scapini. Seul le pilote australien prend le volant de la monoplace qui n'effectue qu'un bref roulage destiné avant tout à présenter la livrée de la monoplace et ses sponsors, Agip, Beta, Nardi Borelli et Albini & Fontanot. À l'issue des premiers tours de roues, les membres de l'équipe et les commanditaires tombent dans les bras les uns des autres et sablent le champagne, persuadés de l'avenir radieux de la jeune écurie,,.
La semaine suivante, à Monza, l'écurie effectue une nouvelle séance d'essais durant laquelle Gary Brabham effectue une vingtaine de tours à allure modérée. Brabham révèle : « Nous avons tout de suite rencontré des problèmes électriques et il a fallu changer le boîtier. Ensuite, j'ai fait quelques tours pour déterminer les premiers réglages du châssis en me limitant au régime moteur de 11 000 tours par minute. Le moteur avait l'air correct et semblait disposer d'une assez bonne plage de fonctionnement mais il était évident que nous ne serions jamais prêts pour les premiers Grands Prix de la saison. Il y avait tellement de choses à revoir, cela ne semblait pas réaliste. J'ajoute que l'équipe semblait particulièrement inorganisée, mais bon, j'allais faire mes débuts en Formule 1 et c'est ce qui prédominait. »
Vita annonce que le programme de développement comprend une nouvelle série de tests à Vallelunga et à Monza et que, courant mars, un second châssis sera réalisé pour permettre à Franco Scapini d'épauler Brabham. Il déclare également que Franco Rocchi travaille sur une amélioration du moteur,,.
La L190 est inscrite au championnat du monde, bien que mal née (elle pèse entre 25 et 30 kg de plus que les autres monoplaces du plateau comme le reconnaît lui-même Gianni Marelli) et insuffisamment testée puisque son moteur n'a jamais tourné à plein régime. L'écurie Life paraît tout aussi fragile puisqu'elle ne dispose que de moins de dix salariés, d'un seul châssis, de seulement deux moteurs, et de quasiment aucune pièce de rechange,.

### Des débuts difficiles
Dix-neuf écuries, soit trente-cinq monoplaces, sont engagées en championnat, alors que seules vingt-six monoplaces peuvent prendre le départ d'un Grand Prix et seules trente sont autorisées à participer aux essais qualificatifs. Comme les saisons précédentes, une séance de pré-qualification est instaurée pour éliminer les monoplaces les moins performantes. Les écuries entrantes et les monoplaces les moins performantes de la saison précédente y prennent part le vendredi matin du week-end de Grand Prix de 10 heures à 11 heures 30. Neuf monoplaces, dont la Life, sont concernées. À l'issue de cette séance-couperet, les quatre voitures les plus rapides accèdent à la séance de qualification où seules les vingt-six plus rapides des trente obtiennent leur place sur la grille de départ.
La saison débute le 11 mars 1990 par le Grand Prix des États-Unis sur le Phoenix. Le premier jour des pré-qualifications, Gary Brabham fait un premier tour au ralenti et rentre au stand, le moteur ne tournant pas sur tous ses cylindres. Les mécaniciens changent l'ensemble des bougies et renvoient en piste Brabham qui tombe alors en panne d'allumage. Il réalise, comme meilleur temps des pré-qualification, un tour bouclé en 2 min 7 s 147 alors qu'Ivan Capelli, le dernier pilote qualifié, tourne en 1 min 33 s 044 et que Gerhard Berger signe la pole position en 1 min 28 s 664. Brabham est à plus de trente-huit secondes de la pole position (soit 143 % du temps du meilleur) mais surtout à trente-quatre secondes du dernier qualifié. La vitesse maximale de la Life est de 185,57 km/h alors que la vitesse maximale a été établie par Derek Warwick à 271,44 km/h, soit quasiment 100 km/h de mieux. La monoplace n'a pas pu aligner plus de deux tours de piste d'affilée, pour un total de seulement quatre tours avant de rentrer au stand à la suite d'une panne d'allumage et d'un début de surchauffe du moteur W12,,.
Life n'est pas du tout au niveau des standards de performance requis pour la Formule 1. Le personnel dépêché sur chaque Grand Prix se compose de seulement six personnes, dont le conducteur du camion. L'équipe ne dispose pas de motorhome et le matériel embarqué est des plus réduit avec un ordinateur portable, trois caisses à outils et des chaises de jardin en guise de mobilier. À un jeune spectateur leur souhaitant une bonne réussite en pré-qualification, un mécanicien répond : « Je ne sais pas s'il faut le souhaiter, nous n'avons aucune pièce de rechange pour la course. » L'ingénieur Maurizio Ferrari avoue également ne jamais organiser de briefing avec le pilote, puisqu'il n'a rien à lui dire en l'état des choses.

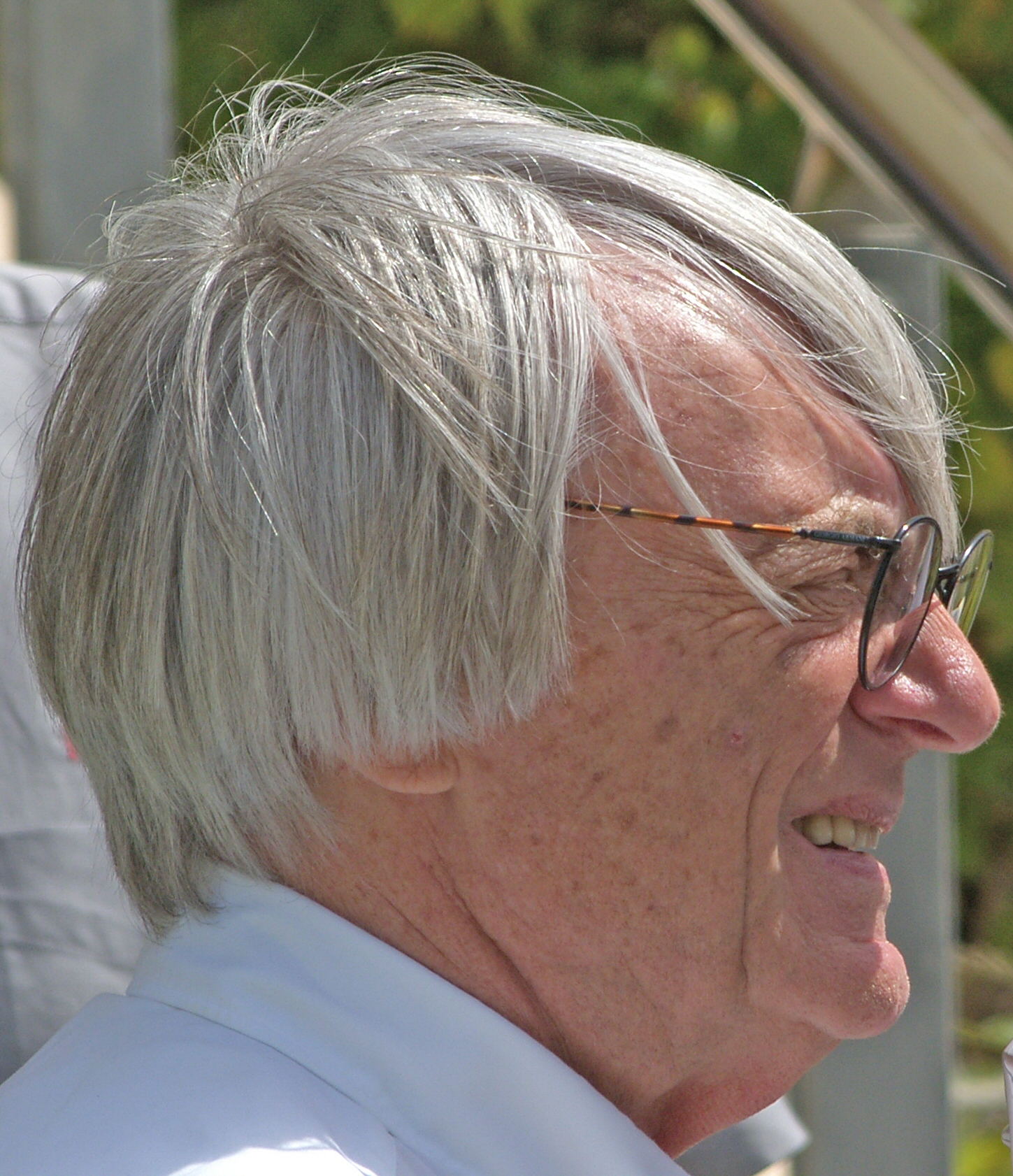
Bernie Ecclestone, vice-président de la FIA, souhaite que Life se retire du championnat du monde.

Le Grand Prix suivant, au Brésil, est tout aussi difficile pour l'écurie. Toute la journée du jeudi est employée à essayer de faire démarrer le moteur. Le vendredi, Gary Brabham ne boucle aucun tour lors de la séance de pré-qualification car sa monoplace, victime d'une rupture de bielle s'immobilise au bout de la voie des stands, après seulement quatre cents mètres, sans avoir pénétré sur la piste proprement dite,,,,.
Début avril, les relations s'enveniment entre Gary Brabham et Ernesto Vita, le pilote australien reprochant à son employeur le manque de professionnalisme de l'équipe qui n'a pas eu les moyens de réparer la monoplace après une casse de bielle au Grand Prix du Brésil. Son manager, Don MacPherson, déclare que le niveau de professionnalisme de Life n'est pas digne de la Formule 1 et que son client envisage de quitter l'écurie italienne,. Gary Brabham révèle en conférence de presse qu'à Phoenix, aucun des mécaniciens n'ayant pensé à apporter un manomètre pour mesurer la pression des pneumatiques, il fallut en emprunter un à l'écurie Eurobrun,. Brabham révèle également qu'il a craint que l'écurie ne fermât ses portes avant même le second Grand Prix au Brésil et qu'il n'a été rassuré qu'à son arrivée sur le circuit quand il a alors vu la monoplace dans le garage. Gary Brabham cherche pourtant à aider du mieux qu'il peut son équipe, en démarchant divers commanditaires potentiels et en injectant une partie de ses deniers personnels dans l'entreprise. Ernesto Vita cherche à le retenir en lui assurant que des industriels milanais vont injecter trois millions de dollars dans le capital de l'écurie afin qu'elle puisse s'aligner sur l'ensemble des courses du championnat du monde. Gary Brabham propose à Vita d'engager Ron Salt, le manager de l'écurie de Formule 3000 Bromley Motorsports, afin de remettre l'équipe sur les bons rails. Il supplie même Vita d'engager des démarches auprès de Judd pour acquérir un moteur Judd CV V8 d'occasion pour remplacer le W12 Rocchi,. Devant les refus de Vita d'accéder à ses requêtes et prévoyant un futur fiasco, Gary Brabham jette l'éponge pour ne pas écorner son image et préfère redescendre d'un échelon dans la hiérarchie du sport automobile en s'engageant en Formule 3000. Don MacPherson révèlera : « Nous avons tout essayé avec les Italiens mais nous n'obtenions même pas de réponses à nos questions. On nous répétait simplement que « des industriels » allaient injecter beaucoup d'argent dans l'aventure, sans plus de précision. Ce n'était pas sérieux, nous perdions notre temps. Nous avons même proposé de faire venir un vrai manager pour reprendre en main l'équipe. Ils ne voulaient rien savoir. Nous avons demandé de remplacer temporairement le Life W12 par un moteur V8 Judd qui avait fait ses preuves en attendant que le Life devienne compétitif. Rien à faire. Dans ces conditions, nous n'avions plus rien à faire chez eux. »
Pour remplacer Brabham, Vita envisage de recruter le pilote allemand Bernd Schneider qui a effectué une pige à Phoenix pour le compte de l'écurie Arrows où il remplaçait Alex Caffi, blessé, et s'était classé douzième,,. Bernd Schneider, présent au Brésil dans l'espoir d'obtenir un volant à temps complet dans une des écuries en lice, est invité par Vita à visiter les installations Life en Italie,. Après avoir vu la piètre prestation de la monoplace, il décline la proposition en précisant qu'il préfère poursuivre avec le Kremer Racing en Groupe C en attendant une opportunité avec une bonne écurie de Formule 1,.
Peu après le départ de Gary Brabham, le designer Gianni Marelli quitte à son tour l'écurie tandis que le manufacturier de pneumatiques Goodyear entame une procédure pour rompre son partenariat avec l'équipe,,. Si Goodyear finit par revenir sur sa décision, Bernie Ecclestone, vice-président de la FIA, se montre agacé par toute cette agitation autour de l'écurie. Il rencontre Ernesto Vita pour le dissuader de poursuivre en Formule 1 compte tenu de ses faibles moyens financiers et du peu de compétitivité de sa monoplace : « Les pré-qualifications sont un mal nécessaire. Il n'y a aucune alternative. L'hiver dernier, j'ai tenté de décourager certains de s'engager en Formule 1, comme l'équipe Life du Dottore Vita, mais ils se sont obstinés... » déclare Ecclestone à la presse spécialisée.
Bernie Ecclestone envisage de durcir les critères d'inscription en championnat du monde et souhaite restreindre le nombre d'engagés en établissant des critères financiers plus rigoureux mais cette décision est remise en cause par plusieurs directeurs d'écuries. Il souhaite imposer, à l'encontre de l'écurie italienne, un article du règlement jamais appliqué auparavant qui stipule qu'une écurie doit apporter la preuve qu'elle a les moyens d'entreprendre une saison complète de Formule 1. Cette décision a pour but de garantir la crédibilité du championnat du monde, crédibilité écornée par Life et quelques autres écuries de fond de grille selon Ecclestone.
Les craintes de Bernie Ecclestone se concrétisent rapidement : le numéro 11/36 du mois d'avril 1990 du magazine australien (patrie du pilote Brabham) Modern Motor prend l'écurie italienne comme sujet du traditionnel poisson d'avril. L'article évoque la création d'un consortium italien envisageant de construire une supercar dotée d'un moteur Life W18 de 3,5 litres pour concurrencer la Ferrari F40.

### À la recherche d'un pilote
À la suite du départ de Gary Brabham, Ernesto Vita reprend contact avec Franco Scapini qui a débuté en Formule 3 en 1981 et qui a signé trois victoires en championnat d'Italie. Franco Scapini accède à la Formule 3000 en 1986 où il ne dispute que quelques épreuves sans grand succès puis, en 1987, devient pilote d'essai chez Minardi. Pressenti pour piloter la monoplace en Formule 1, le pilote italien se voit refuser par la FIA, pour manque d'expérience, sa super-licence, sésame indispensable pour piloter dans la catégorie-reine. Ernesto Vita le nomme néanmoins pilote d'essai, poste sans grand avenir au sein d'une écurie qui ne dispose que d'un seul châssis.
Ernesto Vita réitère sa demande auprès de Bernd Schneider qui refuse à nouveau le poste de pilote-titulaire de la L190,. Vita entre alors en contact avec le pilote néo-zélandais Rob Wilson qui court en Barber Saab Pro Series (série monotype basée sur une évolution d'un châssis de Formule Ford avec un moteur de deux litres de cylindrée). Rob Wilson avait failli débuter en Formule 1 chez Tyrrell Racing en 1981 avant de réorienter sa carrière. Le Néo-Zélandais, auteur de plusieurs pole positions et victoires en Barber Saab Pro Series, se montre intéressé,, mais demande à Sergio Barbasio qu'un second châssis soit construit pour son usage exclusif : Rob Wilson sait que Vita est également en négociation avec Bruno Giacomelli et craint de n'être cantonné qu'au rôle de pilote d'essai. Il souhaite participer au championnat du monde et pour cela, Life doit construire une seconde monoplace, ce dont elle n'est pas financièrement et techniquement capable.

### Changement de pilote et recherche de partenaires financiers

Logo de l'écurie après le projet de partenariat avec Pilowski I.C.

Toujours en quête d'un pilote, Ernesto Vita approche Bruno Giacomelli qui a couru avec lui du temps de la Formule Ford. Ancien pilote de Formule 1 chez McLaren, Alfa Romeo et Toleman, Bruno Giacomelli a déjà disputé soixante-neuf Grands Prix, signé une pole position, un podium et inscrit quatorze points en championnat du monde mais n'a plus piloté en Formule 1 depuis la saison 1983, même s'il a participé à quelques essais privés l'année précédente pour le compte de March où il était chargé de tester un système de suspension active.
Après deux Grands Prix calamiteux et le sermon de Bernie Ecclestone, Vita cherche à augmenter ses capacités financières et signe un accord de partenariat avec Pilowski I.C., un consortium soviétique basé à Leningrad spécialisé dans la haute technologie de l'armement, fournisseur de l'industrie aérospatiale et sous-traitant pour la maintenance des sous-marins nucléaires. Pilowski I.C., qui s'engage à verser vingt millions de dollars à l'équipe, doit devenir un partenaire financier et un prestataire de service chargé de fournir à l'écurie des matériaux spéciaux comme le titane et de produire des pièces de carrosserie en fibre de carbone,. De plus, Pic souhaite s'investir activement dans la réalisation de la future monoplace L191.
Parallèlement à ce projet de partenariat, Vita cède 67 % du capital de Life Racing Engines à Daniele Battaglino, un riche industriel de Vérone. Grâce à l'apport financier de Pilowski I.C. et de Battaglino, Ernesto Vita envisage d'acheter des moteurs d'occasion V8 Judd à Brabham ou Team Lotus : le dirigeant de Life Racing Engines est désormais conscient que le projet initial de promouvoir son moteur W12, qui rend au moins 200 chevaux aux autres moteurs du plateau, est totalement irréalisable. Il ne s'agit plus maintenant que de sauver les meubles en terminant au moins un Grand Prix en 1990.

### Life Racing Engines ne parvient toujours pas à se pré-qualifier

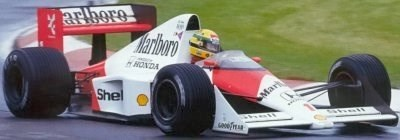
Ayrton Senna, sur la McLaren MP4/5, atteint 272 km/h à Monaco quand Giacomelli plafonne à 213 km/h.

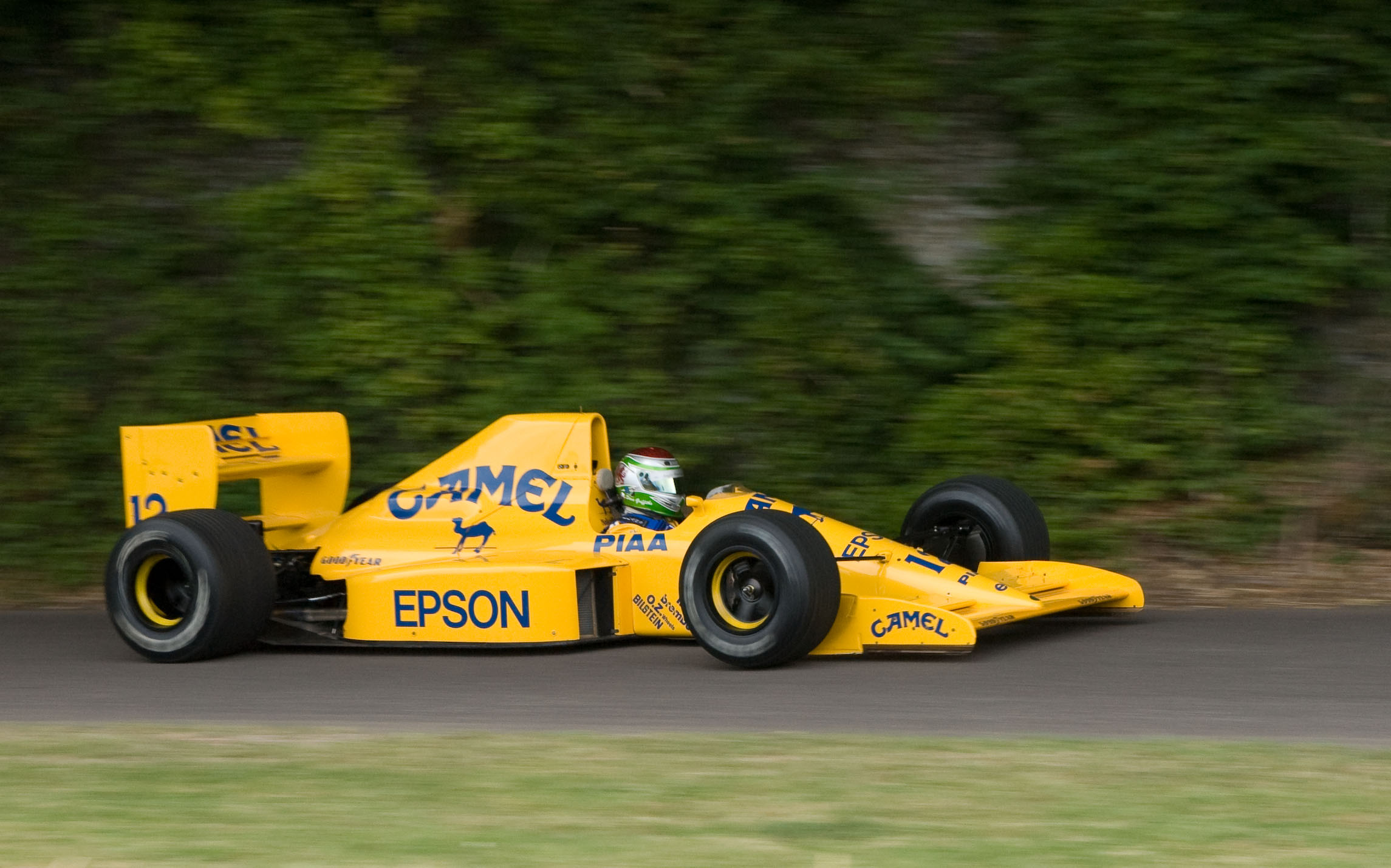
Ernesto Vita cherche à acquérir le moteur Judd CV qui motorise cette Lotus 101 de la saison 1989.

Malgré la réorganisation de l'écurie, le Grand Prix de Saint-Marin, troisième épreuve de la saison, se déroule de manière aussi catastrophique que les précédents pour Life. Bruno Giacomelli ne peut boucler qu'un seul tour de piste à la vitesse maximale de 104,44 km/h (Riccardo Patrese atteint 313,95 km/h) au cours duquel il casse sa courroie de pompe à huile et pompe à eau. Il boucle son tour au ralenti, en 7 min 16 s 212, le dernier pilote non pré-qualifié (Claudio Langes sur Eurobrun) tournant en 1 min 34 s 272,.
À Monaco, Giacomelli boucle plus de deux tours d'affilée sans ennuis pour la première fois de la saison, ce qui permet enfin de juger le potentiel de la monoplace. Il réalise un temps au tour de 1 min 41 s 187 (vitesse maximale atteinte de 213 km/h contre 272 pour Ayrton Senna), comparable à celui d'une monoplace de Formule 3 quand Roberto Moreno sur Eurobrun, le plus lent des pilotes pré-qualifiés, tourne en 1 min 28 s 295. Ayrton Senna réalise la pole position le lendemain en 1 min 21 s 314, soit vingt secondes au tour plus vite que Giacomelli. Ernesto Vita approche alors les dirigeants des écuries Team Lotus et Brabham dans le but d'acquérir un moteur Judd CV d'occasion, suivant enfin la recommandation de son ancien pilote Gary Brabham,.
Le Grand Prix du Canada est une nouvelle désillusion : Bruno Giacomelli réalise un temps de 1 min 50 s 253 (à la vitesse maximale de 216 km/h contre 297 km/h pour Nelson Piquet) quand David Brabham (le frère de Gary) sur Brabham, le plus lent des pré-qualifiés, tourne en 1 min 26 s 771,. Le directeur technique Gianni Marelli, qui a quitté l'équipe en pleine déliquescence, est remplacé par Peter Wyss, ancien directeur technique de l'écurie de fond de grille Zakspeed l'année précédente,. Peter Wyss n'est toutefois pas salarié par l'écurie mais seulement « convié » par Bruno Giacomelli à aider l'équipe à surmonter ses difficultés. Bruno Giacomelli tente de résoudre les problèmes de Life en faisant jouer ses relations au sein du paddock. Il contacte son ancien employeur et sponsor personnel Leyton House, pour le compte duquel il a effectué des essais privés en 1989, afin d'obtenir la vente d'un moteur Judd d'occasion pour remplacer le Rocchi totalement inefficace. À l'occasion du Grand Prix du Mexique, Sergio Barbasio annonce qu'un moteur Judd V8 CV de la saison précédente va être acheté à Team Lotus et que les designers sont en train de travailler sur une évolution du châssis pour accueillir le V8 en lieu et place du W12 ; Vita contredit immédiatement son employé en annonçant qu'il souhaite terminer la saison avec le W12,.
Les Grand Prix du Mexique, Grand Prix de France et Grand Prix de Grande-Bretagne se déroulent selon un scénario immuable pour Life. Bruno Giacomelli signe le dernier temps des pré-qualifications au Mexique en ne pouvant effectuer qu'un seul tour, en plus de quatre minutes, lorsque le dernier qualifié, Jyrki Järvilehto sur Onyx, tourne en 1 min 21 s 519. La vitesse maximale de la Life est quasiment inférieure de 200 km/h à celle réalisée par Satoru Nakajima, pilote le plus rapide de la session de qualification,. La Life ne boucle aucun tour en France, et Giacomelli est encore une fois dernier des pré-qualifications en Grande-Bretagne : il tourne en 1 min 25 s 947 quand Gabriele Tarquini, dernier qualifié, tourne quatorze secondes plus vite,.
À Silverstone, où une course de Formule 3 se tient en lever de rideau de l'épreuve de Formule 1, les temps de la Life, qui n'a effectué que cinq tours avant que le moteur pourtant révisé ne coupe, ne sont que trois secondes plus rapides que ceux des monoplaces qui évoluent deux catégories en deçà.
Au Grand Prix d'Allemagne, la L190 possède toujours son moteur W12 malgré l'achat du moteur Judd. Sergio Barbasio confesse que ses mécaniciens n'ont pas le temps d'effectuer l'échange entre deux Grands Prix et qu'il est fort probable que la monoplace poursuivra avec le W12 jusqu'à la fin de la saison. Barbasio souhaite la réalisation un second châssis pour installer le moteur Judd mais les moyens financiers font défaut pour procéder à une telle opération. Une fois encore, victime d'une défaillance électronique, Giacomelli échoue à se pré-qualifier en terminant à plus de vingt-trois secondes du temps minimum qualificatif,.
Le moteur Judd n'est toujours pas installé dans la monoplace à l'occasion des trois Grands Prix suivants, et les conséquences sont que Bruno Giacomelli réalise toujours des performances indignes de la catégorie : 35e sur 35 à dix-neuf secondes du dernier qualifié en Hongrie, 33e et dernier en Belgique avec vingt-quatre secondes de retard sur le dernier qualifié puis 32e et dernier pour son Grand Prix national, en Italie, à vingt-sept secondes de la dernière place qualificative.
Après le Grand Prix de Hongrie, Ernesto Vita effectue une « tournée promotionnelle » en URSS pour présenter sa monoplace aux dirigeants de Pilowski I.C. à Moscou et Leningrad. Mihail Pilowski est enchanté de voir la monoplace qui arbore sur sa livrée le drapeau soviétique depuis le Grand Prix de Monaco et promet d'investir vingt millions de dollars dans l'entreprise,.

### Le moteur Rocchi laisse la place au moteur Judd
Après douze pré-qualifications manquées en autant de tentatives, Life-Pic se présente au Grand Prix du Portugal avec de nouvelles ambitions puisque le moteur Judd V8, finalement acheté à Leyton House, a été installé. Dix jours et dix nuits de travail ont été nécessaires pour réaliser l'accouplement car il a fallu modifier le châssis, la carrosserie et les points d'ancrage du moteur. Dans l'opération, la monoplace est allégée de près de 80 kg et reçoit un équipement de bord à lecture digitale. Bruno Giacomelli, en voyant sa « nouvelle » monture, déclare : « Elle n'est pas prête pour aller à 300 km/h mais elle va peut-être boucler un tour. »
L'amateurisme de l'écurie se révèle encore une fois lorsque l'assemblage final du moteur est effectué dans les stands du Circuit d'Estoril : les mécaniciens se rendent alors compte que le capot moteur originel ne s'adapte pas sur le nouveau bloc moteur. Bruno Giacomelli, après que les mécaniciens ont effectué des modifications de dernière minute, tente de boucler un tour d'essai avant de se lancer dans la phase de pré-qualification : le capot modifié dans l'urgence s'envole après quelques hectomètres sur le circuit d'Estoril. Comme la monoplace ne va pas pouvoir être alignée pour les pré-qualifications, Life risque d'être lourdement sanctionnée financièrement pour forfait par la FIA (200 000 dollars d'amende). Les dirigeants de l'écurie font alors monter Giacomelli dans la monoplace qui est poussée dans la voie des stands. Grâce à la légère déclivité de la ligne des stands, la voiture effectue quelques centaines de mètres en roue libre : officiellement, l'écurie s'est présentée au départ de la séance de pré-qualification où elle a abandonné,.
Après le Grand Prix du Portugal, Franco Scapini effectue son premier et unique test pour Life sur le Circuit de Vallelunga afin de juger du comportement de la monoplace avec le bloc Judd et tester l'adaptation du nouveau capot moteur. Ce n'est qu'au Grand Prix d'Espagne que la Life-Judd effectue ses premiers tours de piste réels en compétition.
Bruno Giacomelli peut enfin faire la comparaison de la part du moteur W12 et de la part du châssis L190 dans l'échec de la monoplace. Le pilote italien estime que le V8 lui permet de gagner environ quinze secondes au tour. Il déclare que le bloc Rocchi, donné officiellement pour 140 kg, pèse en réalité environ 200 kg alors que le Judd est donné pour 125 kg. De plus, il indique que le Rocchi, donné au banc d'essais pour 650 chevaux, ne développe en réalité, pour des raisons de fiabilité, qu'entre 360 et 475 chevaux alors qu'Ayrton Senna dispose d'environ 750 chevaux et qu'une monoplace de Formule 3000 (la catégorie inférieure), dispose de 450 chevaux. Giacomelli révèle également que le W12 subit un effondrement de sa courbe de puissance au-dessus de 9 000 tours par minute (alors qu'un Judd peut être poussé à un régime maximal de 12 500 tours par minute). Les bielles constituent le point faible du moteur et la limitation à l'excès du régime du moteur avait pour but d'éviter leur casse à répétition, d'autant plus que les pièces de rechange étaient quasiment inexistantes : l'équipe ne disposait en tout et pour tout que de trois moteurs (Honda dispose dans le même temps de sept moteurs pour chaque pilote de l'écurie McLaren sur chaque Grand Prix).
Malgré son nouveau moteur, la Life L190 ne parvient pas à quitter la position qui est sienne depuis le début du championnat. Pour le Grand Prix d'Espagne, le capot moteur endommagé lors de la course précédente a enfin été entièrement réparé. Lors de la séance de pré-qualification, les mécaniciens doivent soulever la monoplace par les tirants de suspension car ils ont oublié un des crics hydrauliques. Ils doivent également changer les pneumatiques sans pistolet pneumatique. Avec 1 min 42 s 699, à près de vingt secondes du dernier pilote admis sur la grille de départ, Bruno Giacomelli essuie une douzième pré-qualification manquée en autant de tentatives. Il déclare : « Je ne concours pas en Formule 1 mais en Formule Zéro,. »

### La fin de Life Racing Engines

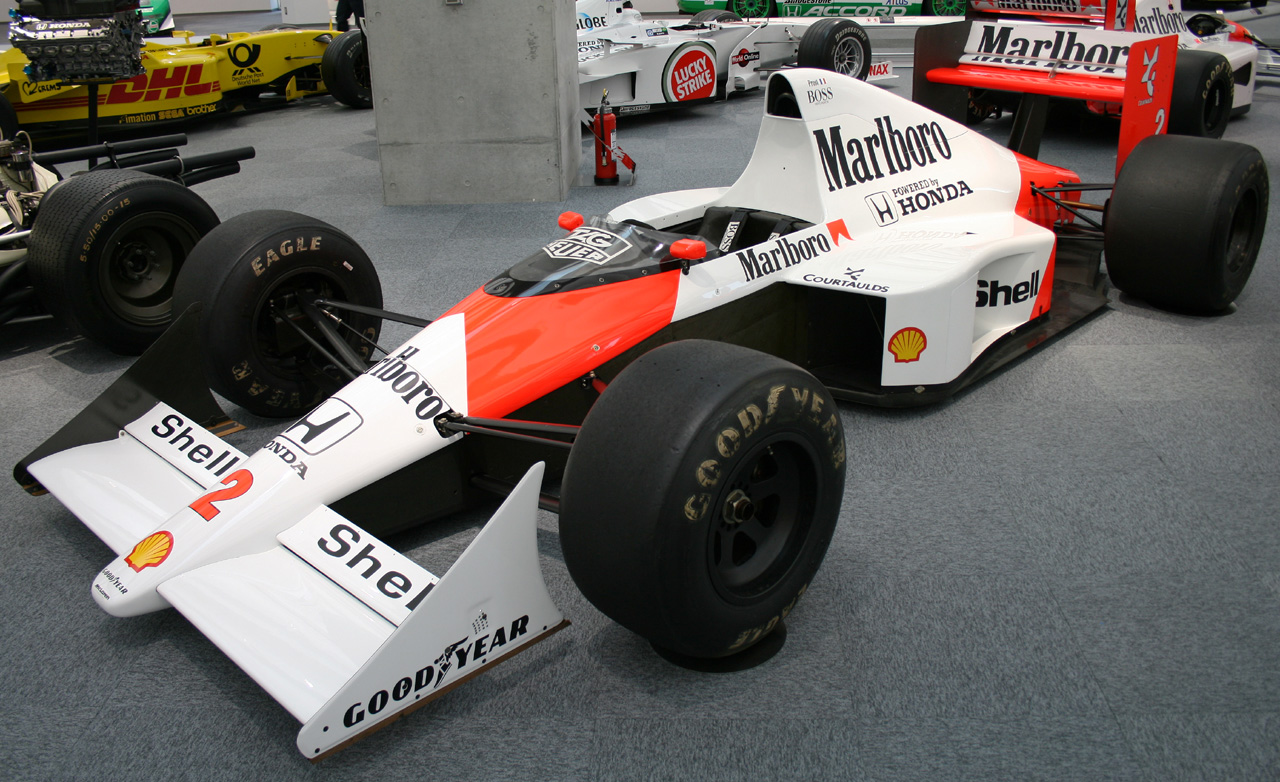
Bruno Giacomelli estime que sa Life L190 rendait plus de 100 km/h à cette McLaren MP4/5.

Life Racing Engines n'effectue pas les coûteux déplacements pour disputer les deux dernières manches de la saison qui se tiennent au Japon et en Australie. Ce faisant, l'équipe est pénalisée par la FIA de 200 000 dollars par course non disputée.
Ernesto Vita, annonce néanmoins qu'il espère réunir entre 5 et 8 milliards de lires pour s'engager en championnat du monde en 1991 et poursuivre le développement du moteur W12, quitte à utiliser un V8 Judd ou un V12 Lamborghini en attendant que le moteur « maison » soit pleinement compétitif. Il envisage également de recruter des employés supplémentaires pour passer de vingt à trente-cinq et augmenter l'effectif présent sur les circuits. Bruno Giacomelli, quant à lui, déclare qu'il ne rempilera pas chez Life.
Francesca Papa-Vita explique les difficultés financières rencontrées en 1990 par le fait que Pilowski I.C. n'a pas pu, malgré la perestroïka, exporter d'URSS de matériaux spéciaux pendant la saison mais espère qu'en 1991, le partenaire soviétique réalisera des pièces spécifiques semi-finies pour la future monoplace. La présidente de Life Racing Engines envisage même la création d'une usine en Union soviétique. Confiante sur l'avenir de son écurie, elle déclare : « Nous n'allons pas prendre le départ d'un Grand Prix du jour au lendemain, mais, plus tard, nous serons parmi les huit ou dix premières écuries. »
En réalité, Pilowski I.C. n'a pas versé le moindre dollar à Life Racing Engines en 1990, et n'honorera jamais son contrat. Ernesto Vita finit par accepter que l'aventure en Formule 1 doit se terminer, aucun moteur W12 Life-Rocchi n'ayant trouvé d'acquéreur en raison de ses piètres performances. À l'issue de la saison 1990, l'entreprise ferme définitivement ses portes.
Bruno Giacomelli, qui n'a perçu aucun salaire de ses employeurs depuis son engagement, déclare à la presse : « Peut-être aurais-je dû prendre un moteur ou même la voiture entière comme dédommagement en partant lorsque l'écurie a fait faillite... Je n'ai jamais eu aussi peur que dans cette voiture, et pourtant avec 360 chevaux au maximum de sa puissance, elle rendait plus de 100 km/h à une McLaren... »

## Encadrement de l'écurie Life Racing Engines
| Fonction                 | Nom                                       |
| ------------------------ | ----------------------------------------- |
| Propriétaires-fondateurs | Ernesto Vita Franco Rocchi Gianni Marelli |
| Actionnaire              | Daniele Battaglino                        |
| Président                | Francesca Papa-Vita                       |
| Vice-Président           | Ernesto Vita                              |
| Directeur général        | Ernesto Vita                              |
| Directeur technique      | Gianni Marelli Peter Wyss                 |
| Directeur sportif        | Sergio Barbasio                           |
| Designer en chef         | Gianni Marelli Maurizio Ferrari           |
| Ingénieur motoriste      | Franco Rocchi                             |
| Chef mécanicien          | Olivier Piazzi                            |
| Mécaniciens              | Luca Cassoni Heinz-Willi Mueller          |
| Chauffeur                | Emilio Gabrielli                          |
| Pilotes de course        | Gary Brabham Bruno Giacomelli             |
| Pilote de développement  | Franco Scapini                            |

### Franco Rocchi, concepteur du moteur W12

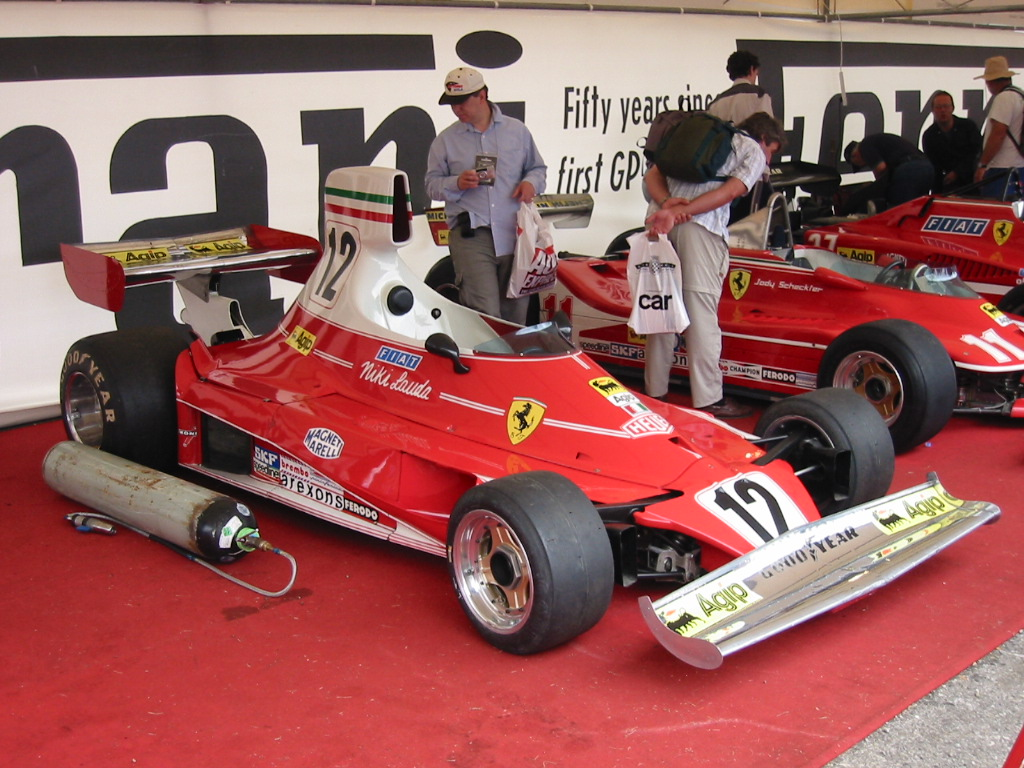
Franco Rocchi a participé à la conception de la Ferrari 312 T de 1975.

Franco Rocchi, ingénieur motoriste, a commencé sa carrière chez Reggiane au côté d'Aurelio Lampredi, motoriste chez Ferrari de 1946 à 1955. Il officie depuis 1949 au département moteur de Ferrari et intègre le cercle restreint des amis intimes d'Enzo Ferrari lorsqu'il lui reste fidèle lors de la « fronde des ingénieurs », au début des années 1960 quand Carlo Chiti et Romolo Tavoni quittent la Scuderia pour fonder l'écurie Automobili Turismo e Sport.
En 1967, Franco Rocchi est chargé par Enzo Ferrari de la conception d'un moteur en W de 18 cylindres,. Il n'a le temps que de concevoir un premier prototype à trois cylindres car la Commission Sportive Internationale, à l'annonce de ses travaux, interdit tout moteur supérieur à 12 cylindres en Formule 1 afin de limiter les coûts de développement,.
En 1970, Rocchi est associé à Forghieri au sein du département compétition de Ferrari et, à quatre mains, ils conçoivent le moteur Tipo B12 001/1 qui permet à la Scuderia de remporter quatre victoires dès la première saison, deux victoires en 1971 et une victoire en 1972. Ce bloc évolue en Tipo B12 001/11 en 1973, Tipo B12 001/12 en 1974 puis Tipo B12 015 de 1975 à 1980 et contribue à l'obtention de quatre titres de champion du monde des constructeurs et deux titres de champion des pilotes pour Niki Lauda. La « troïka Forghieri-Rocchi-Bussi» (comme les surnomme Enzo Ferrari) conçoit entièrement la Ferrari 312 T qui obtient les deux titres mondiaux en 1975.
Souffrant de troubles cardiaques, Franco Rocchi quitte Ferrari à l'issue de la saison 1974 et crée son bureau d'études, Rocchi, pour poursuivre ses recherches sur les moteurs à architecture en W. Il retrouve temporairement les bureaux d'études de Maranello de 1979 à 1982, puis consacre sa retraite à entreprendre des études artistiques dédiées à la peinture. Franco Rocchi continue néanmoins à s'intéresser à la compétition automobile et est persuadé du bien-fondé de ses recherches sur les moteurs en W pour remplacer les classiques moteurs en V à la suite des changements de réglementation du championnat du monde de Formule 1. Il convainc Ernesto Vita de créer Life Racing Engines pour concevoir et commercialiser les moteurs Rocchi W12 de Formule 1.

### Lamberto Leoni, fondateur de First Racing
Lamberto Leoni est un ancien champion de Formule Italienne et un honnête pilote de Formule 3 en championnat d'Italie. Il remporte le Grand Prix de l'Adriatique de Formule 2 en 1977 au volant d'une Ferrari-Chevron, et, la même année, débute en Formule 1 au volant d'une Surtees à l'occasion du Grand Prix d’Italie. En 1978, Lamberto Leoni poursuit en championnat du monde de Formule 1 chez Ensign mais son bilan dans la catégorie-reine reste modeste avec une seule qualification, en Argentine, ce qui le conduit à s'engager dans des catégories inférieures, en Formule 2 puis en Formule 3000. En 1985, année de création du championnat international de Formule 3000, Leoni se classe onzième du championnat avec huit points. Dès l'année suivante, il fonde son écurie, First Racing. En 1987, les premiers résultats arrivent puisque le patron-pilote et son coéquipier Gabriele Tarquini inscrivent chacun 12 points et se classent respectivement dixième et neuvième au championnat. En 1988, Pierluigi Martini inscrit vingt-trois points et se classe quatrième du championnat international.
Lamberto Leoni ambitionne alors de s'engager en championnat du monde de Formule 1 en 1989 et mandate l'ingénieur Riccardo Divila, un ancien de chez Fittipaldi Automotive, pour concevoir un châssis destiné à être motorisé par un bloc V8 Judd.

### Richard Divila, concepteur de la L189

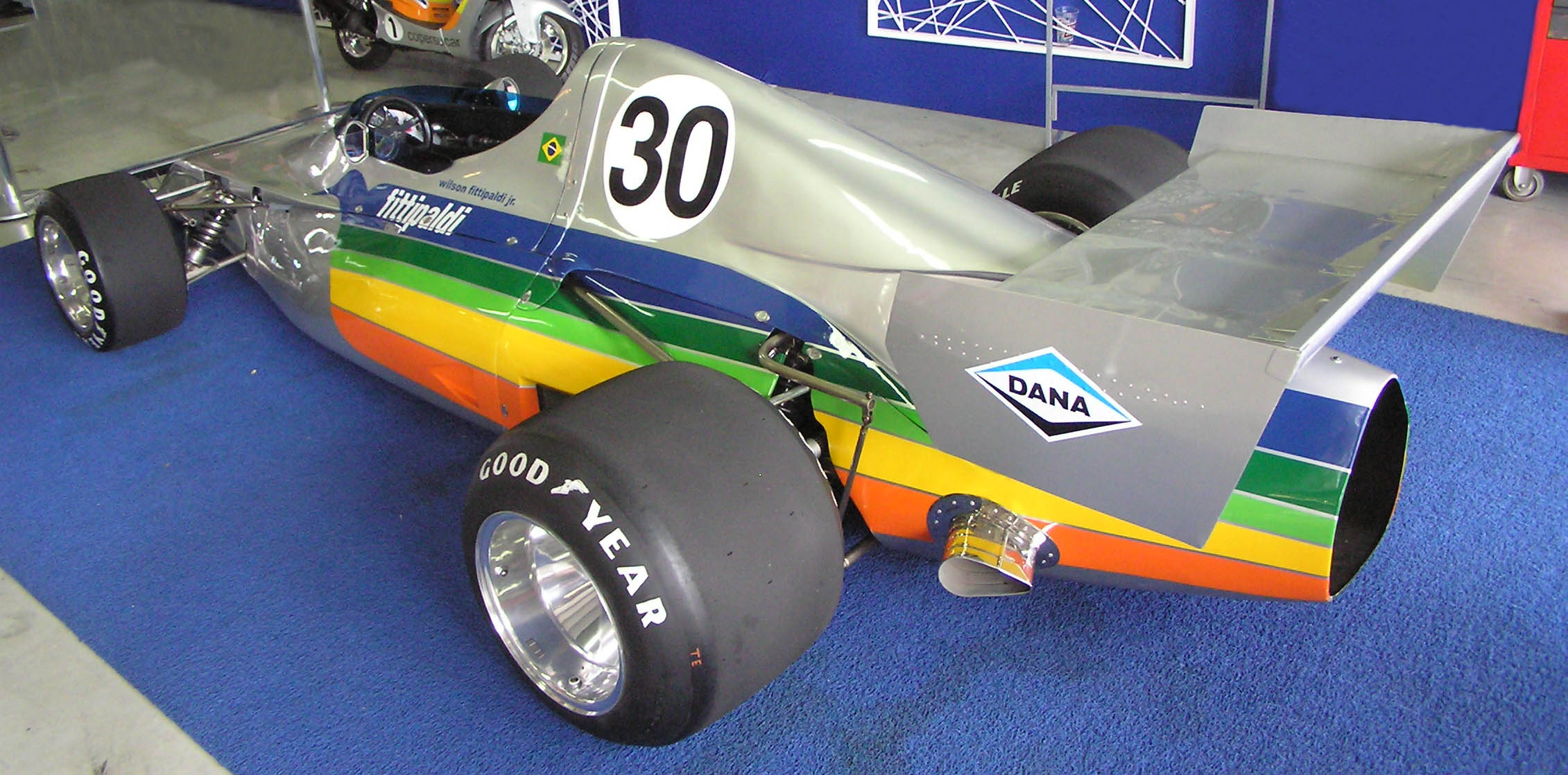
La Fittipaldi FD-01 est la première monoplace de Formule 1 conçue par Divila.

Né au Brésil en 1945, Richard Divila intègre la Faculdade de Engenharia Industrial de São Paulo et obtient son diplôme d'ingénieur en 1967. Il intègre immédiatement l'écurie sportive Fitti-Kart de Wilson Fittipaldi, puis, en 1974, devient designer au sein de l'écurie de Formule Ford de Fittipaldi. Dès 1975, il accède à la Formule 1 au sein de l'écurie Copersucar-Fittipaldi pour laquelle il dessine quatre monoplaces engagées de 1975 à 1977. En 1983, Divila crée son bureau d'études et travaille sur divers projets pour des écuries de Formule 2, Sport-prototypes ou IndyCar World Series. À partir de 1985, il collabore avec les écuries de Formule 3000 PMC, Eddie Jordan Racing et First Racing. Lamberto Leoni lui commande un projet de Formule 1 basé sur un châssis existant de Formule 3000. Alors qu'il est en cours de conception du châssis L189, l'écurie Ligier fait appel à ses services en Formule 1.

### Gianni Marelli, concepteur de la L190
Gianni Marelli occupe un poste d'ingénieur en Formule 1 chez Ferrari de 1966 à 1971 puis quitte la Scuderia pour occuper le même poste chez Alfa Romeo en 1972. En 1981, il crée son bureau d'études et de design automobile et travaille sur divers projets pour des écuries comme Zakspeed ou encore Durango en F3000. En 1989, il est mandaté par l'écurie Life pour convertir le châssis First L189 en Life L190, mettre aux normes le nouveau châssis et réaliser l'accouplement châssis-moteur,.

### Sergio Barbasio, directeur sportif de l'écurie Life Racing Engines
Sergio Barbasio commence sa carrière en compétition automobile en 1963 en participant à des courses de côte au volant de Fiat 500. Il devient pilote officiel de la Scuderia Lancia et de l'écurie semi-privée suisse du Jolly Club en 1968. Au volant d'une Lancia Fulvia, il dispute notamment la Targa Florio en 1968. Il devient double champion d'Italie de rallye en 1971 et 1972 et reste dans le giron Fiat-Lancia jusqu'en 1976. Au volant de Fiat 124, Fiat 124 spider, Fiat X1/9, il dispute plusieurs manches de Championnat du monde des rallyes entre 1973 et 1974,. Alors qu'il a pris sa retraite sportive depuis plusieurs années et qu'il n'a aucune expérience de la Formule 1, il est appelé par Ernesto Vita pour devenir directeur sportif de l'écurie Life.

### Franco Scapini, pilote d'essai
Franco Scapini commence sa carrière de pilote automobile en Championnat d'Europe de Formule 3 en 1981 et dispute plusieurs courses dans cette discipline (sans toutefois prendre part à des saisons complètes) jusqu'en 1983. En 1984, il s'engage en Championnat d'Italie de Formule 3 au sein de l'écurie Automotor et se classe quatrième du championnat avec trois victoires. En 1986, il dispute quelques épreuves de championnat international de Formule 3000 ce qui lui permet ensuite de rejoindre l'écurie de Formule 1 Scuderia Minardi en 1987 en tant que pilote d'essai. En 1988, Scapini fait une apparition en American Racing Series, puis retourne disputer deux épreuves de Formule 3000 en 1989. Pressenti pour piloter la monoplace Life L190 en Formule 1 après le départ de Gary Brabham, le pilote italien se voit refuser sa super-licence par la FIA pour manque d'expérience. Ernesto Vita le nomme néanmoins pilote d'essai mais, faute de moyens financiers, Scapini ne participera qu'à une seule séance de test en fin de saison,,.

### Gary Brabham, premier pilote de l'écurie
Gary Brabham est l'un des trois fils du triple champion du monde de Formule 1 Jack Brabham. Venu tardivement au sport automobile, il commence sa carrière de pilote en Formule Ford puis en Atlantic Championship. Il prend part pendant plusieurs saisons au championnat australien de Formule 3 (cinquième en 1986, sixième en 1987 et second en 1988) puis se fait un prénom sur la scène internationale en terminant vice-champion de Formule 3 britannique en 1988. Ses succès lui permettent d'obtenir en fin d'année une séance d'essais privés pour le compte de l'écurie de Formule 1 Benetton-Ford Cosworth. En 1989, Gary Brabham remporte le championnat britannique de Formule 2. Parallèlement, il effectue de nouveaux tests en Formule 1 chez March ainsi que chez Brabham (une équipe dans laquelle sa famille n'est plus impliquée). Il ne parvient finalement qu'à obtenir un baquet chez la modeste écurie novice Life.

### Bruno Giacomelli, second pilote de l'écurie

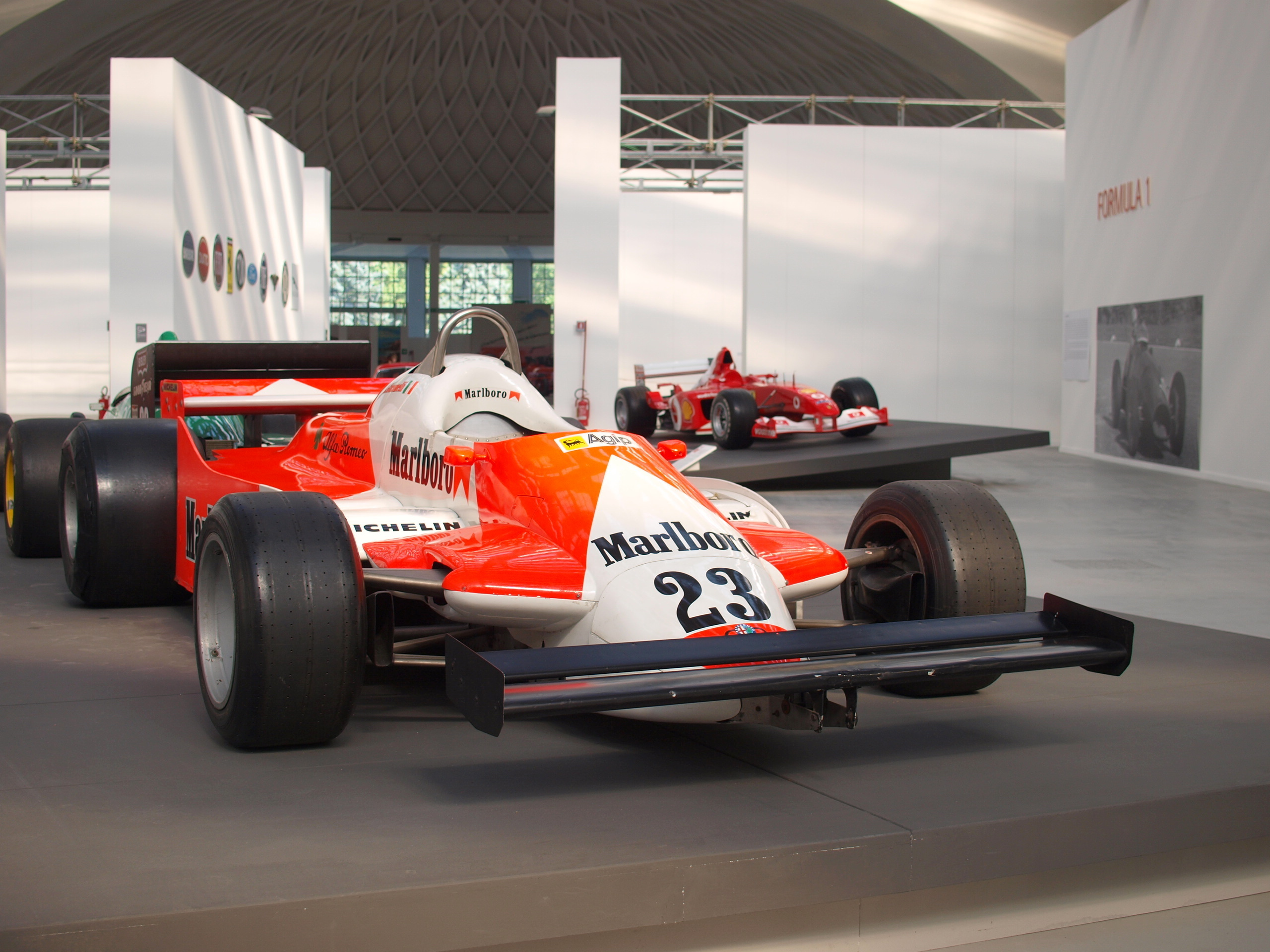
L'Alfa 179 de Giacomelli lors de la saison 1980 de Formule 1.

Bruno Giacomelli commence sa carrière automobile en 1972 en disputant le championnat d'Italie de Formule Ford. Il passe ensuite à la Formule 3 en 1974 et remporte le prestigieux Grand Prix de Monaco de Formule 3 en 1976. En 1977, il accède au championnat d'Europe de Formule 2 et effectue en fin de saison ses débuts en Formule 1 sur une McLaren lors du Grand Prix d'Italie. En 1978, Bruno Giacomelli, domine le championnat d'Europe de Formule 2 avec huit victoires et retrouve en fin d'année la Formule 1 chez McLaren.
En 1979, il est recruté par Alfa Romeo qui effectue son retour en Formule 1 en tant que constructeur. Leur première saison complète, en 1980, plombée par une fiabilité catastrophique, permet à Giacomelli de réaliser une pole position en fin d'année à Watkins Glen. S'il obtient une place sur le podium au Grand Prix de Las Vegas en 1981, il est dominé par son jeune coéquipier Andrea De Cesaris en 1982.
Non conservé par Alfa Romeo pour la saison 1983, Giacomelli trouve refuge chez Toleman avant de se tourner brièvement vers le championnat CART, sans succès. Discret pilote-essayeur pour l'écurie March en Championnat du monde de Formule 1 1982, il est appelé pour remplacer Gary Brabham chez Life Racing.

## Participations en championnat du monde de Formule 1 saison 1990
| Grand Prix      | Date            | Châssis   | Moteur              | Pneumatiques | Pilote           | Temps de qualification | Temps du dernier qualifié | Vitesse maximale | Résultats des qualifications  |
| --------------- | --------------- | --------- | ------------------- | ------------ | ---------------- | ---------------------- | ------------------------- | ---------------- | ----------------------------- |
| États-Unis      | 10-11 mars      | Life L190 | W12 Life-Rocchi F35 | Goodyear     | Gary Brabham     | 2 min 07 s 147         | 1 min 33 s 044            | 185,57 km/h      | 33e sur 34 : non pré-qualifié |
| Brésil          | 24-25 mars      | Life L190 | W12 Life-Rocchi F35 | Goodyear     | Gary Brabham     | Pas de temps           | 1 min 21 s 087            | -                | 35e sur 35 : non pré-qualifié |
| Saint Marin     | 12-13 mai       | Life L190 | W12 Life-Rocchi F35 | Goodyear     | Bruno Giacomelli | 7 min 16 s 212         | 1 min 28 s 667            | 104,44 km/h      | 33e sur 35 : non pré-qualifié |
| Monaco          | 26-27 mai       | Life L190 | W12 Life-Rocchi F35 | Goodyear     | Bruno Giacomelli | 1 min 41 s 187         | 1 min 25 s 508            | 213,32 km/h      | 35e sur 35 : non pré-qualifié |
| Canada          | 9-10 juin       | Life L190 | W12 Life-Rocchi F35 | Goodyear     | Bruno Giacomelli | 1 min 50 s 253         | 1 min 25 s 113            | 216,94 km/h      | 35e sur 35 : non pré-qualifié |
| Mexique         | 23-24 juin      | Life L190 | W12 Life-Rocchi F35 | Goodyear     | Bruno Giacomelli | 4 min 04 s 475         | 1 min 21 s 519            | 116,41 km/h      | 33e sur 33 : non pré-qualifié |
| France          | 7-8 juillet     | Life L190 | W12 Life-Rocchi F35 | Goodyear     | Bruno Giacomelli | Pas de temps           | 1 min 07 s 926            | -                | 35e sur 35 : non pré-qualifié |
| Grande-Bretagne | 14-15 juillet   | Life L190 | W12 Life-Rocchi F35 | Goodyear     | Bruno Giacomelli | 1 min 25 s 947         | 1 min 11 s 681            | 255,88 km/h      | 35e sur 35 : non pré-qualifié |
| Allemagne       | 28-29 juillet   | Life L190 | W12 Life-Rocchi F35 | Goodyear     | Bruno Giacomelli | 2 min 10 s 790         | 1 min 47 s 209            | 247,76 km/h      | 35e sur 35 : non pré-qualifié |
| Hongrie         | 11-12 août      | Life L190 | W12 Life-Rocchi F35 | Goodyear     | Bruno Giacomelli | 1 min 41 s 431         | 1 min 22 s 126            | 189,64 km/h      | 35e sur 35 : non pré-qualifié |
| Belgique        | 25-26 août      | Life L190 | W12 Life-Rocchi F35 | Goodyear     | Bruno Giacomelli | 2 min 19 s 445         | 1 min 56 s 055            | 232,76 km/h      | 33e sur 33 : non pré-qualifié |
| Italie          | 8-9 septembre   | Life L190 | W12 Life-Rocchi F35 | Goodyear     | Bruno Giacomelli | 1 min 55 s 244         | 1 min 27 s 937            | 253,68 km/h      | 32e sur 32 : non pré-qualifié |
| Portugal        | 22-23 septembre | Life L190 | V8 Judd EV          | Goodyear     | Bruno Giacomelli | Pas de temps           | 1 min 17 s 715            | -                | 32e sur 32 : non pré-qualifié |
| Espagne         | 29-30 septembre | Life L190 | V8 Judd EV          | Goodyear     | Bruno Giacomelli | 1 min 42 s 699         | 1 min 23 s 161            | 214,33 km/h      | 32e sur 32 : non pré-qualifié |

| Saison | Écurie              | Châssis   | Moteur     | Pneumatiques | Pilotes          | Courses | Courses | Courses | Courses | Courses | Courses | Courses | Courses | Courses | Courses | Courses | Courses | Courses | Courses | Courses | Courses | Points inscrits | Classement |
| Saison | Écurie              | Châssis   | Moteur     | Pneumatiques | Pilotes          | 1       | 2       | 3       | 4       | 5       | 6       | 7       | 8       | 9       | 10      | 11      | 12      | 13      | 14      | 15      | 16      | Points inscrits | Classement |
| ------ | ------------------- | --------- | ---------- | ------------ | ---------------- | ------- | ------- | ------- | ------- | ------- | ------- | ------- | ------- | ------- | ------- | ------- | ------- | ------- | ------- | ------- | ------- | --------------- | ---------- |
| 1990   | Life Racing Engines | Life L190 |            | Goodyear     |                  | USA     | BRÉ     | SMR     | MON     | CAN     | MEX     | FRA     | GBR     | ALL     | HON     | BEL     | ITA     | POR     | ESP     | JAP     | AUS     | 0               | Non-classé |
| 1990   | Life Racing Engines | Life L190 | Rocchi W12 | Goodyear     | Gary Brabham     | Npq     | Npq     |         |         |         |         |         |         |         |         |         |         |         |         |         |         | 0               | Non-classé |
| 1990   | Life Racing Engines | Life L190 | Rocchi W12 | Goodyear     | Bruno Giacomelli |         |         | Npq     | Npq     | Npq     | Npq     | Npq     | Npq     | Npq     | Npq     | Npq     | Npq     |         |         |         |         | 0               | Non-classé |
| 1990   | Life Racing Engines | Life L190 | Judd V8    | Goodyear     | Bruno Giacomelli |         |         |         |         |         |         |         |         |         |         |         |         | Npq     | Npq     |         |         | 0               | Non-classé |

Légende : ici 